# Теорія Ландау
Теорія Ландау фазових переходів — загальна теорія, заснована на уявленні про зв'язок фазового переходу 2-го роду зі зміною симетрії фізичної системи. Побудована Л. Д. Ландау в 1937 році.

## Основний задум
Ландау припустив, що вільна енергія будь-якої системи повинна відповідати двом умовам: бути аналітичною функцією і відповідати симетрії гамільтоніана. Тоді в околі критичної температури термодинамічний потенціал Гіббса можна розкласти по ступенях параметра порядку (намагніченості, поляризації).